# هربرت سبنسر جينينغز
هربرت سبنسر جينينغز (بالإنجليزية: Herbert Spencer Jennings)‏ هو عالم حيوانات وعالم وراثة أمريكي، ولد في 8 أبريل 1868 في تونيكا في الولايات المتحدة، وتوفي في 14 أبريل 1947 في سانتا مونيكا في الولايات المتحدة.

## وصلات خارجية
- هربرت سبنسر جينينغز على موقع الموسوعة البريطانية (الإنجليزية)